# Buciumeni (Galați)
Buciumeni è un comune della Romania di 2 624 abitanti, ubicato nel distretto di Galați, nella regione storica della Moldavia.
Il comune è formato dall'unione di 4 villaggi: Buciumeni, Hănțești, Tecucelu Sec, Vizurești.